# Заговор

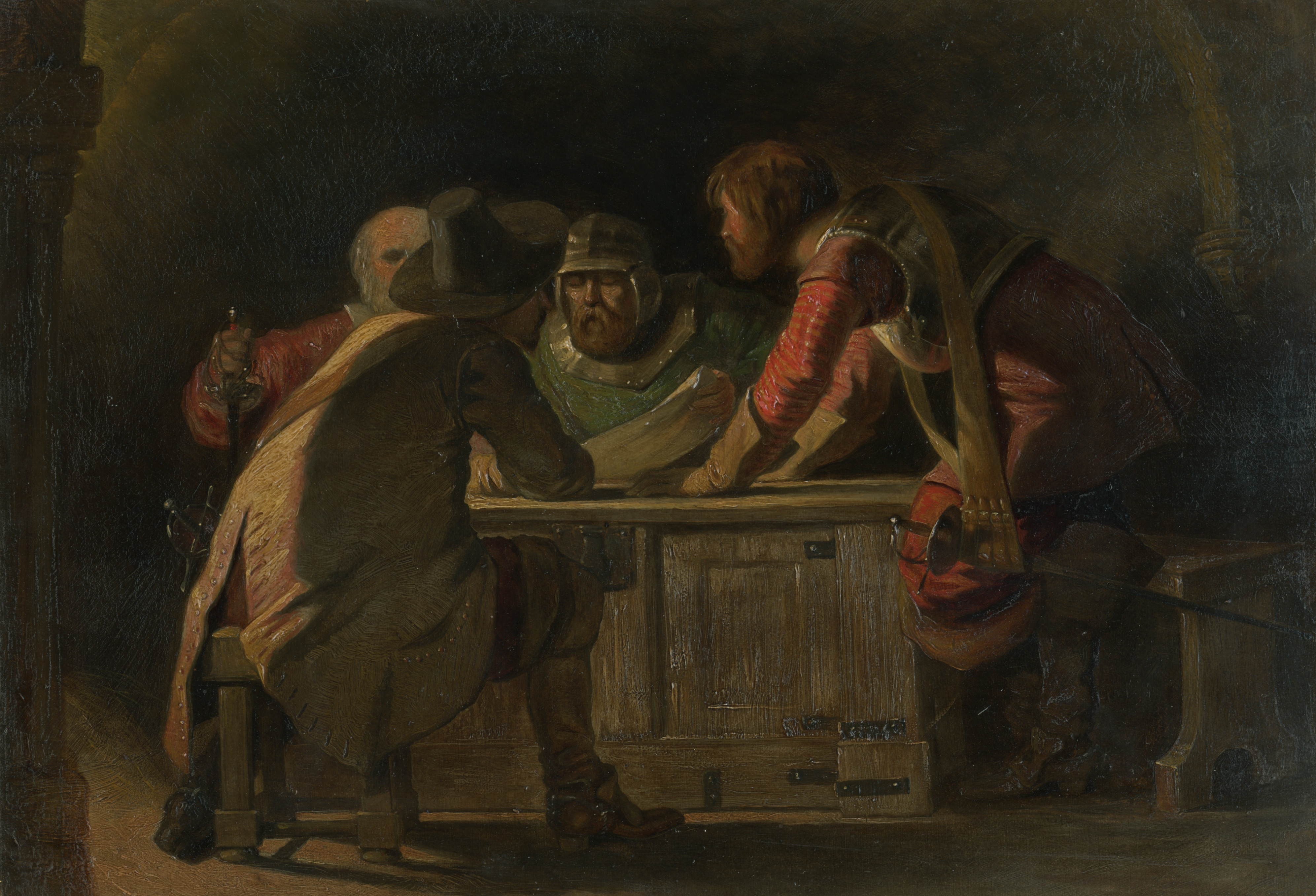
Джон Тенниел «Заговор» (1850).

За́говор — тайное соглашение о совместных организованных действиях, преследующих цель захватить власть или совершить иную организованную процедуру против существующего строя.
Заговор, тайное согласие многих действовать против власти; крамола, приготовление к мятежу. Участник скопа, заговора, крамольник — загово́рщик (м.) загово́рщица (ж.).

## История
На начало XX столетия, в уголовном праве (юриспруденции) России, заговор — соглашение между несколькими лицами для достижения преступной цели, которое входило в состав приготовления к преступлению и по общему правилу было не наказуемо, и лишь заговор против верховной власти (имеющий целью посягательство на жизнь императора и наследника, или низвержение и ограничение прав монарха) составлял государственное преступление, по русскому праву, самостоятельное преступление и каралось оно смертной казнью.
Заговор, по военно-уголовным законам России, составлял специальный вид нарушения подчиненности.
На окончание XIX столетия, по германскому уложению, в соответствии с § 83, заговор (тайный заговор — Вершфюрунг (Verschwörung)) признавался как состоявшееся между несколькими лицами соглашение совершить Hochverrath, то есть действия, направленные против главы государства, конституции или целости государственной территории (§ 80, 81, 82).
На окончание XIX столетия, по французскому уголовному кодексу (Code pénal), в соответствии со статьёй 89, заговор (Комплот (Complot)) определялся как решимость двух или более лиц действовать (la résolution d’agir) с целью ниспровергнуть или изменить существующий государственный строй или возбудить граждан к вооружению против государственной власти.

## Исторические заговоры
Заговоры против римского императора Калигулы, например последний.
В 1489 году житые люди в Новгороде составили заговор на жизнь Новгородского наместника Якова Захарьевича Кошкина-Захарьина, но заговор был открыт, и по приказу Государя всея Руси великого князя владимирского и московского наместник Новгородской земли Я. З. Кошкин-Захарьин казнил и повесил многих житьих людей, и отправил 7 000 (8 000) заговорщиков в Москву, где многих из них Иоанн III Васильевич приказал «изсечи» а других «думцов» он сам «пересек и перевешал», и многих с семьями расселил в различных поселениях московского великого княжества, они получили земли в разных подмосковных городах: Владимире, Муроме, Нижнем и прочих.
В Англии, 5 ноября 1605 года, был открыт Пороховой заговор — неудавшееся покушение католиков на жизнь английского короля Иакова I Стюарта.

### Дворцовые заговоры
Наиболее хорошо изучены дворцовые заговоры в монархических государствах, которые вызваны борьбой за власть и ведут к дворцовым переворотам. Так например, приход Екатерины Второй к власти был совершён в результате свержения её мужа Петра III, который затем погиб при невыясненных обстоятельствах. Ради придания легитимности государственному перевороту Екатерина стремилась опорочить своего мужа и представить его неспособным правителем. Другой успешный дворцовый заговор — убийство Павла I, в котором участвовали иностранные дипломаты и престолонаследник Александр I.

### Известные заговоры
- Заговор Катилины
- Убийство Юлия Цезаря
- Заговор 20 июля

## Заговор молчания
Намеренные действия по сокрытию важной информации от определённой группы лиц или общества в целом.

## В советском и российском праве
Согласно Уголовному кодексу РСФСР 1960 года, заговор с целью захвата власти рассматривался как одна из форм измены Родине.
Согласно Уголовному кодексу Российской Федерации 1996 года, действия, направленные на насильственный захват власти или насильственное удержание власти в нарушение Конституции Российской Федерации, а равно направленные на насильственное изменение конституционного строя Российской Федерации, наказываются лишением свободы на срок от двенадцати до двадцати лет.